# Will Schaber
Will Schaber (* 1. Mai 1905 in Heilbronn; † 5. Juli 1996 in New York) war ein deutschsprachiger Journalist und Publizist.

## Leben
Nach dem Abitur 1923 absolvierte Will Schaber ein Volontariat unter Erich Schairer bei der Sonntags-Zeitung in Heilbronn. 1924 bis 1928 arbeitete er als Reporter und Feuilletonredakteur beim sozialdemokratischen Neckar-Echo, 1929 beim Sozialdemokratischen Pressedienst und von 1930 bis 1931 beim Volksblatt in Saalfeld.
Schaber verließ 1931 die SPD, schloss sich der Sozialistischen Arbeiterpartei an und arbeitete als Nachrichtenredakteur bei der Sozialistischen Arbeiterzeitung. Im März 1933 wurde er in München verhaftet und bis Ende April im Polizeigefängnis Corneliusstraße in Schutzhaft gehalten. Im Mai des gleichen Jahres emigrierte Schaber zusammen mit seiner Ehefrau Else Rüthel nach Estland. Nachdem ihm die Einreise nach Österreich verweigert worden war, ließ Schaber sich in Brünn nieder.
1934 bis 1938 fungierte er als Mitherausgeber (zusammen mit Rolf Reventlow und Richard Teclaw) der Korrespondenz Press Service, war außerdem Mitarbeiter beim Brünner Tagesboten sowie beim Montag Morgen und schrieb gelegentlich Beiträge für den Mittag, das Prager Tagblatt und die Brünner Zeitschrift Mesic (dt.: Der Monat). Im September 1938 gelang es ihm während der Sudetenkrise, über Rotterdam mit einem Besuchervisum in die USA zu gelangen, die US-Staatsbürgerschaft erlangte er 1949.
1941 bis 1962 arbeitete Will Schaber als Abteilungsleiter der British Information Services in New York, von 1962 bis 1965 als New Yorker Vertreter der Fernsehorganisation Peter von Zahns und 1967 bis 1972 als Redakteur der Emigrantenzeitschrift Aufbau.
Will Schaber war von 1967 bis 1972 Präsident des P.E.N.-Zentrums deutschsprachiger Autoren im Ausland und Ehrenmitglied der Oskar-Maria-Graf-Gesellschaft bis zu seinem Tod 1996, außerdem ist er Namensgeber eines Preises, der vom Ex-Verein des Instituts für Journalistik der Technischen Universität Dortmund für die besten praxisbezogenen Abschlussarbeiten vergeben wird.

## Schriften (Auswahl)
- Haben wir noch eine christliche Kirche?, 1927
- Zeit und Zeitung, 1928
- Thomas Mann – Drei Essays, 1935
- Kolonialware macht Weltgeschichte, 1936
- Weltbürger – Bürgen der Welt, 1938
- USA – Koloß im Wandel, 1958
- B. F. Dolbin – Der Zeichner als Reporter, 1976
- Der Gratgänger – Welt und Werk Erich Schairers, 1981

### Als Herausgeber
- Tat und Wille, Heilbronn, 1927/28
- Weinberg der Freiheit, 1946
- Leitartikel bewegen die Welt, mit Walter Fabian, 1964
- Perspektiven und Profile, Schriften Veit Valentins, 1965
- Aufbau. Reconstruction. Dokumente einer Kultur im Exil (Geleitwort Hans Steinitz). Kiepenheuer & Witsch, Köln 1972, ISBN 3-462-00841-2 (Mit Beiträgen von Manfred George, Thomas Mann, Hans Natonek, Alfred Polgar, Arno Reinfrank, Nelly Sachs, Oskar Maria Graf, Lion Feuchtwanger, Fritz von Unruh, Joseph Wechsberg, Johannes Urzidil, Hermann Broch, Karl Jaspers, Ludwig Marcuse, Stefan Zweig).
- Will Schaber (Hrsg.): Zeitzeuge Aufbau. Texte aus sechs Jahrzehnten. Bleicher, Gerlingen 1994, ISBN 3-88350-612-5.

### Als Übersetzer
- Albert Einstein: Über den Frieden : Weltordnung oder Weltuntergang?, Lang, Bern 1975, ISBN 3-261-01384-2.

## Auszeichnungen
- Goldene Ehrenmünze der Stadt Heilbronn, 1979
- Ehrendoktor der Universität Dortmund, 1985
- Ehrenring der Stadt Heilbronn, 1985
- Ehrenmitglied der Oskar-Maria-Graf-Gesellschaft

Seit 1998 ist in Heilbronn die Will-Schaber-Straße nach ihm benannt, der Grundsatzbeschluss zur Straßenbenennung wurde bereits 1995 zu seinem 90. Geburtstag gefasst.